# Viperr
Viperr (de son titre complet "Viperr Fedora Remix") est une Distribution Linux basée sur Fedora, construite sous la forme de Remix (en).

Elle utilise le gestionnaire de fenêtres Openbox et des applications légères et indépendantes qui offrent une grande rapidité et une personnalisation très flexible.

Ce remix est distribué sous forme de Live MEDIA hybride installable, en 32 et 64 bits.

## Caractéristiques
Viperr est un remix fortement influencé par CrunchBang, et pour cause, son créateur est le cofondateur du site francophone consacré à cette dernière.

Le développement est maintenant effectué par Penthium2 et Azgarech.

L'objectif est de proposer une alternative basée sur Fedora, ce qui apporte, entre autres, des logiciels plus récents et un cycle de mises à jour plus fréquent.
Voici quelques applications et fonctions implémentées (Viperr n'intègre par défaut que des logiciels libres mais laisse le choix à l'utilisateur d'en installer de non libres pour des raisons pratiques) :
- L'émulateur de terminal Terminator
- Le gestionnaire de fichiers Thunar
- La suite Firefox/Thunderbird/Filezilla de Mozilla, ainsi que Pidgin, pour l'utilisation d'internet
- Geany comme éditeur et Abiword comme traitement de texte
- Le tiling d'Openbox avec Pytyle
- Un script post-installation pour LibreOffice, LAMP, Flash, Dropbox, etc.
- Différents thèmes personnalisés

Viperr n'est supportée ni par Red Hat ni par Fedora, bien que la compatibilité soit presque totale, et est avant tout proposée aux utilisateurs intermédiaires.
Le cycle des versions devrait suivre celui de Fedora (6 mois).